# PROM
PROM (англ. Programmable Read-Only Memory, программируемое ПЗУ, ППЗУ) — класс полупроводниковых запоминающих устройств, постоянная память с пережигаемыми перемычками.
Память представляет собой двумерный массив проводников (строк и столбцов), на пересечении которых находятся последовательно соединённые диод (или p-n-переход транзистора) и специальная перемычка из металла (например, нихрома или титаново-вольфрамового сплава) или аморфного кремния. Программирование заключается в пропускании через соответствующую перемычку тока, который её расплавляет или испаряет. Восстановление расплавленных перемычек невозможно.
Несмотря на кажущуюся надежность такого решения, эта технология оказалась весьма капризной. Металлические перемычки при программировании образовывали капли и пары металла, которые оседали обратно на кристалл в самых неожиданных местах с соответствующими неприятными последствиями. Поликремниевые перемычки имеют способность к самовосстановлению за счет миграции атомов. По этой причине микросхемы после программирования требовалось выдерживать длительное время при высокой температуре с целью выявления потенциальных дефектов этого типа.
В конечном итоге память на пережигаемых перемычках была вытеснена в большинстве применений решениями на транзисторах с плавающим затвором (EPROM, EEPROM и флеш-памятью).

## Преимущества
- Записанные данные невозможно уничтожить электрическим способом, разрушение происходит лишь при физическом воздействии на носитель.
- Высокая скорость доступа к данным — 35 нс и менее.
- Повышенная радиационная стойкость, в отличие от флеш-памяти, EPROM и EEPROM, поэтому, наряду с масочным ПЗУ, применяется в цифровой электронике, подвергающейся сильному воздействию ионизирующего излучения, например, в БЦВМ для космических аппаратов и баллистических ракет.

## Недостатки
- Малый объём хранимых данных.
- В PROM возможно изменение данных путём «довыжигания» тех перемычек, которые ещё не были уничтожены. Для борьбы с такими изменениями могут применяться биты четности и другие контрольные суммы.